# ليلة عنيفة (فلم)
ليلة عنيفة (بالإنجليزية: Violent Night) هو فيلم كوميدي أمريكي أسود لعيد الميلاد لعام 2022 من إخراج تومي ويركولا وسيناريو كتبه بات كيسي وجوش ميلر، الفيلم من بطولة ديفيد هاربور وجون ليجويزامو وكام جيجانديت وأليكس هاسيل وأليكسيس لودر وإيدي باترسون وبيفرلي دانجيلو.
عرض الفيلم عرضه العالمي الأول في نيويورك كوميك كون في 7 أكتوبر 2022، ومن المقرر إطلاقه في الولايات المتحدة في 2 ديسمبر 2022 بواسطة يونيفرسال بيكتشرز.

## القصة
تهاجم مجموعة من المرتزقة ممتلكات عائلة ثرية ليلة عيد الميلاد، يتم التدخل من بابا نويل لإنقاذ الموقف.

## الممثلون
- ديفيد هاربور في دور سانتا كلوز
- جون ليجويزامو في دور ابن زعيم المرتزقة.
- أليكس هاسيل في دور سكايلر لايتستون، أحد أطفال جيرترود.
- ألكسيس لودر مثل مارجي ماثيوز، زوجة سكايلر المنفصلة التي اضطرت لقضاء العطلة في المنزل حتى تتمكن ابنة الزوجين من قضاء عيد ميلاد سعيد.
- إيدي باترسون
- بيفرلي دانجيلو بدور جيرترود لايتستون، الأم التي ترأس شركة العائلة وتجعل أطفالها يناضلون من أجل حبها.
- أندريه إريكسن

## إنتاج

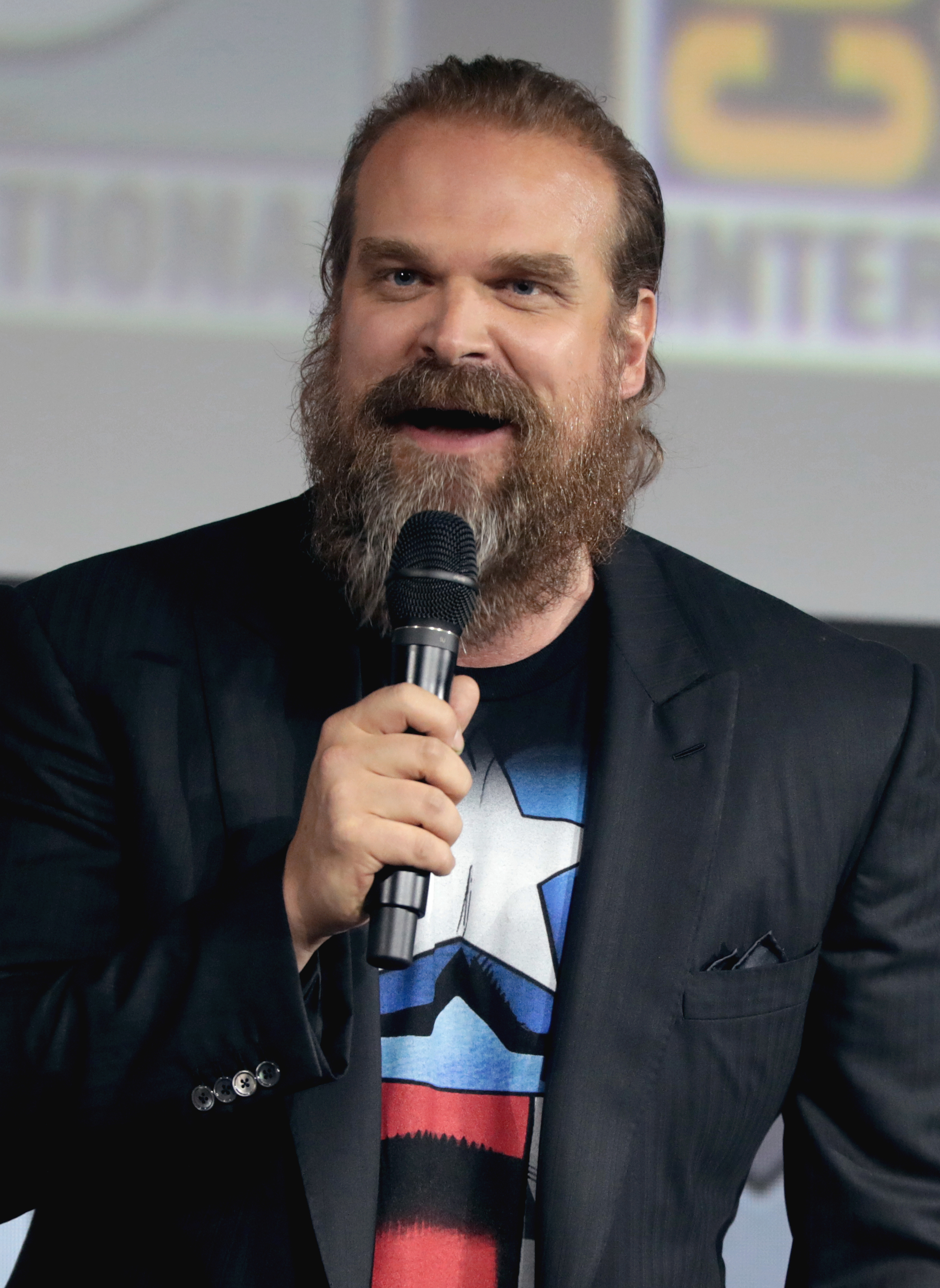
ديفيد هاربور يتحدث في مؤتمر سان دييغو كوميك كون الدولي لعام 2019 في سان دييغو، كاليفورنيا.

في مارس 2020، أعلنت شركة يونيفرسال بيكتشرز أنها حصلت على السيناريو الأصلي لقصة فيلم ليلة عنيفة للمخرج بات كيسي وجوش ميلر وأن شركة 87 نورث برودكشن ستنتجه. في نوفمبر 2021 تم اختيار ديفيد هاربور في الدور الرئيسي، مع تعيين تومي ويركولا لإخراج الفيلم. في أوائل عام 2022 تم تأكيد تمثيل جون ليجويزامو، بيفرلي دانجيلو، أليكس هاسيل، أليكسيس لودر، إيدي باترسون ، كام جيجانديت، وأندريه إريكسن. م تصوير الفيلم في الفترة من يناير إلى مارس 2022، وبدأ في فبراير 2022 في وينيبيغ.